# Typhonium
Typhonium es un género de plantas de flores perteneciente a la familia Araceae. Es originaria  de Asia tropical, el Pacífico Sur, y Australia.  Se compone de aproximadamente 50 especies que normalmente se encuentran  en las zonas boscosas.

## Taxonomía
El género fue descrito por Heinrich Wilhelm Schott y publicado en Wiener Zeitschrift für Kunst, Litteratur, Theater und Mode 3: 732. 1829. La especie tipo es: Typhonium trilobatum (L.) Schott. 

## Especies seleccionadas
- Typhonium adnatum
- Typhonium alpinum
- Typhonium blumei
- Typhonium diversifolium
- Typhonium fultum
- Typhonium gracile
- Typhonium lineare
- Typhonium orbifolium
- Typhonium triste
- Typhonium venosum